# Erica pubigera
Erica pubigera är en ljungväxtart som beskrevs av Richard Anthony Salisbury. Erica pubigera ingår i släktet klockljungssläktet, och familjen ljungväxter. Inga underarter finns listade i Catalogue of Life.